# Путь к Софии
«Путь к Софии» — совместный советско-болгарский пятисерийный телевизионный фильм по одноимённому роману Стефана Дичева, также написавшего и сценарий. Премьерный показ состоялся по Первой программе ЦТ с 25 февраля по 2 марта 1978 года.
Снят в 1977 году к 100-летию освобождения Болгарии от османской зависимости и художественно воссоздаёт исторические события нейтрализации главы британской разведки на Балканах и до ввода русских войск в Софию накануне нового 1878 года.
Путь к Софии является синонимом понятия Дорога к мудрости.